# Recurvidris proles
Recurvidris proles är en myrart som beskrevs av Bolton 1992. Recurvidris proles ingår i släktet Recurvidris och familjen myror. Inga underarter finns listade i Catalogue of Life.